# Mirpur Turk
Mirpur Turk là một thị trấn thống kê (census town) của quận North East thuộc bang Delhi, Ấn Độ.

## Nhân khẩu
Theo điều tra dân số năm 2001 của Ấn Độ, Mirpur Turk có dân số 28.257 người. Phái nam chiếm 54% tổng số dân và phái nữ chiếm 46%. Mirpur Turk có tỷ lệ 63% biết đọc biết viết, cao hơn tỷ lệ trung bình toàn quốc là 59,5%: tỷ lệ cho phái nam là 71%, và tỷ lệ cho phái nữ là 54%. Tại Mirpur Turk, 17% dân số nhỏ hơn 6 tuổi.